# Prémio Internacional Man Booker
O Prémio Internacional Man Booker (Man Booker International Prize) é um galardão literário internacional atribuído de dois em dois anos a um autor de ficção vivo de qualquer nacionalidade, com obra publicada em língua inglesa, original ou traduzida.
O prémio, patrocinado pelo Man Group em 2005, complementa o Prémio Man Booker, com o qual não se confunde, procurando destacar a influência de um escritor no campo da literatura. Assim, o prémio é um reconhecimento do trabalho pessoal, e não de uma obra sua em particular.
O primeiro galardoado foi o escritor albanês Ismail Kadaré. O prémio foi anunciado em Londres em 2 de Junho de 2005, e o vencedor recebeu um prémio de £60.000 numa cerimónia em Edimburgo em 27 de Junho.
Em 2018 foi anunciado que o prémio não será listar os autores por nacionalidade, mas sim por país e território. Esta decisão surgiu após a polémica gerada pelo escritor de Taiwan, Wu Ming-Yi, ter criado um incidente com o governo chinês. 

## Vencedores e nomeados

### 2021
Vencedor
- David Diop (França), por At Night All Blood is Black, trad. de francês por Anna Mocschovakis (Pushkin Press)

Nomeados
- The Dangers of Smoking in Bed de Mariana Enríquez, trad. de espanhol por Megan McDowell (Granta Books)
- The Employees de Olga Ravn, trad. de dinamarquês por Martin Aitken (Lolli Editions)
- When We Cease to Understand the World de Benjamín Labatut, trad. de espanhol por Adrian Nathan West (Pushkin Press)
- In Memory of Memory de Maria Stepanova, trad. de russo por Sasha Dugdale (Fitzcarraldo Editions)
- The War of the Poor de Éric Vuillard, trad. de francês por Mark Polizzotti (Picador)

### 2020
Vencedor
- Marieke Lucas Rijneveld (Países Baixos), por The Discomfort of Evening , trad. de neerlandês por Michele Hutchison (Faber & Faber)

Nomeados
- The Enlightenment of The Greengage Tree de Shokoofeh Azar (Irão), trad. de persa por anónimo (Europa Editions)
- The Adventures of China Iron de Gabriela Cabezón Cámara (Argentina), trad. de espanhol por Iona Macintyre and Fiona Mackintosh (Charco Press)
- Tyll de Daniel Kehlmann (Alemanha), trad. de alemão por Ross Benjamin (Quercus)
- Hurricane Season de Fernanda Melchor (México), trad. de espanhol por Sophie Hughes (Fitzcarraldo Editions)
- The Memory Police de Yoko Ogawa (Japão), trad. de ejaponÊs por Stephen Snyder (Harvill Secker)

### 2019
Vencedor
- Jokha Alharthi (Omã), por Celestial Bodies, trad. de árabe por Marilyn Booth (Sandstone Press)

Nomeados
- The Years de Annie Ernaux (França), trad. de francês por Alison L Strayer (Fitzcarraldo Editions)
- The Pine Islands de Marion Poschmann (Alemanha), trad. de alemão por Jen Calleja (Serpent's Tail)
- Drive Your Plow Over the Bones of the Dead de Olga Tokarczuk (Polónia), trad. de polaco por Antonia Lloyd-Jones (Fitzcarraldo Editions)
- The Shape of the Ruins de Juan Gabriel Vásquez (Colômbia), trad. de espanhol por Anne McLean (MacLehose Press)
- The Remainder de Alia Trabucco Zeran (Chile), trad. de espanhol por Sophie Hughes (And Other Stories)

### 2018
Vencedora
- Olga Tokarczuk (Polónia), Jennifer Croft (tradutora), por Flights (Fitzcarraldo Editions)

Nomeados
- Virginie Despentes (França), Frank Wynne (tradutor), por Vernon Subutex 1 (MacLehose Press)
- Han Kang (Coreia do Sul), Deborah Smith (tradutorar), por The White Book (Portobello Books)
- László Krasznahorkai (Hungria), John Batki, Ottilie Mulzet & George Szirtes (tradutores), por The World Goes On (Tuskar Rock Press)
- Antonio Muñoz Molina (Espanha), Camilo A. Ramirez (tradutor), por Like a Fading Shadow (Tuskar Rock Press)
- Ahmed Saadawi (Iraque), Jonathan Wright (tradutor), por Frankenstein in Baghdad (Oneworld)
- Olga Tokarczuk (Polónia), Jennifer Croft (tradutora), por Flights (Fitzcarraldo Editions)

### 2017
Vencedor
- A Horse Walks into a Bar de David Grossman, traduzido por Jessica Cohen (Jonathan Cape), Israel[2]

Nomeados
- Mirror, Shoulder, Signal de Dorthe Nors, traduzido por Misha Hoekstra (Pushkin Press), Dinamarca
- The Unseen de Roy Jacobsen, traduzido por Don Bartlett e Don Shaw (Maclehose), Noruega
- Fever Dream de Samanta Schweblin, traduzido por Megan McDowell (Oneworld), Argentina
- Judas de Amos Oz, traduzido por Nicholas de Lange (Chatto & Windus), Israel
- Compass de Mathias Enard, traduzido por Charlotte Mandell (Fitzcarraldo Editions), França

### 2016
Vencedor
- Han Kang (Coreia do Sul), Deborah Smith (tradutora), por A Vegetariana

Júri
- Boyd Tonkin (Presidente)
- Tahmima Anam
- David Bellos
- Daniel Medin
- Ruth Padel

Nomeados
- José Eduardo Agualusa (Angola), Daniel Hahn (tradutor), por Teoria geral do Esquecimento
- Elena Ferrante (Itália), Ann Goldstein (tradutora), por The Story of the Lost Child
- Orhan Pamuk (Turquia), Ekin Oklap (tradutor), por A Strangeness in My Mind
- Robert Seethaler (Áustria), Charlotte Collins (tradutora), por A Whole Life
- Yan Lianke (China), Carlos Rojas (tradutor), por The Four Books

### 2015
Vencedor
- László Krasznahorkai (Hungria)

Júri
- Marina Warner (presidente)[3]
- Nadeem Aslam
- Elleke Boehmer
- Edwin Frank
- Wen-chin Ouyang

Nomeados
| - César Aira (Argentina) - Hoda Barakat (Líbano) - Maryse Condé (Guadalupe) - Mia Couto (Moçambique) - Amitav Ghosh (Índia) | - Fanny Howe (Estados Unidos) - Ibrahim al-Koni (Líbia) - László Krasznahorkai (Hungria) - Alain Mabanckou (República do Congo) - Marlene van Niekerk (África do Sul) |

### 2013
Vencedor
- Lydia Davis[4]

Júri
- Christopher Ricks (presidente)[5]
- Elif Batuman[5]
- Aminatta Forna[5]
- Yiyun Li[5]
- Tim Parks[5]

Nomeados
| - U R Ananthamurthy (Índia) - Aharon Appelfeld (Israel) - Lydia Davis (Estados Unidos) - Intizar Hussain (Paquistão) - Yan Lianke (China) | - Marie NDiaye (França) - Josip Novakovich (Canadá) - Marilynne Robinson (Estados Unidos) - Vladimir Sorokin (Rússia) - Peter Stamm (Suíça) |

### 2011
Vencedor
- Philip Roth[6]

Júri
- Rick Gekoski (presidente)
- Carmen Callil
- Justin Cartwright

Nomeados
| - Wang Anyi (China) - Juan Goytisolo (Espanha) - James Kelman (Reino Unido) - John le Carré (Reino Unido) - Amin Maalouf (Líbano) | - David Malouf (Austrália) - Dacia Maraini (Itália) - Rohinton Mistry (Índia/Canadá) - Philip Pullman (Reino Unido) - Marilynne Robinson (Estados Unidos) | - Philip Roth (Estados Unidos) - Su Tong (R.P. China) - Anne Tyler (Estados Unidos) |

### 2009
Vencedor
- Alice Munro

Júri
- Jane Smiley (presidente)
- Amit Chaudhuri
- Andrey Kurkov

Nomeados
| - Peter Carey - Evan S. Connell - Mahasweta Devi - E. L. Doctorow - James Kelman | - Mario Vargas Llosa - Arnošt Lustig - Alice Munro - V. S. Naipaul - Joyce Carol Oates | - Antonio Tabucchi - Ngugi wa Thiong'o - Dubravka Ugrešić - Lyudmila Ulitskaya |

### 2007
Vencedor
- Chinua Achebe, escritor nigeriano.

Júri
- Elaine Showalter
- Nadine Gordimer
- Colm Tóibin

Nomeados
| - Chinua Achebe - Margaret Atwood - John Banville - Peter Carey - Don DeLillo | - Carlos Fuentes - Doris Lessing - Ian McEwan - Harry Mulisch - Alice Munro | - Michael Ondaatje - Amos Oz - Philip Roth - Salman Rushdie - Michel Tournier |

### 2005
Vencedor
- Ismail Kadaré (Albânia)

Júri
- John Carey (presidente)
- Alberto Manguel
- Azar Nafisi

Nomeados
| - Margaret Atwood - Saul Bellow - Gabriel García Márquez (Colômbia) - Günter Grass (Alemanha) - Ismail Kadare (Albânia) - Milan Kundera (França) | - Stanisław Lem - Doris Lessing - Ian McEwan (Reino Unido) - Naguib Mahfouz (Egito) - Tomas Eloy Martinez - Kenzaburo Oe (Japão) | - Cynthia Ozick - Philip Roth (Estados Unidos) - Muriel Spark - Antonio Tabucchi (Itália) - John Updike - A.B. Yehoshua |